# Concierto para violín (Brahms)
El Concierto para violín en re mayor, op. 77 fue compuesto por Johannes Brahms en 1878. Lo dedicó a su amigo Joseph Joachim, quien lo estreno el 1 de enero de 1879 con el compositor dirigiendo a la orquesta de la Gewandhaus de Leipzig.
Es sabido que Brahms no dominaba la técnica del violín tanto como la del piano. Por ello, durante la composición de la obra consultó varias veces a Joachim. Sin embargo, muchas de sus sugerencias no fueron tomadas en cuenta.
Así, esta obra contiene muchas dificultades técnicas, especialmente en algunas partes para la mano izquierda.

## Estructura y orquestación
El concierto dura poco más de media hora y está dividido en tres movimientos. Brahms consideró la opción de incluir un cuarto movimiento, algo poco usual en las piezas de concierto, pero que luego haría en su segundo concierto para piano. El movimiento sería un scherzo, pero la idea fue finalmente descartada y parte del material fue usado en el concierto para piano mencionado.
Los movimientos son:
1. Allegro non troppo, en re mayor
2. Adagio, en fa mayor
3. Allegro giocoso, ma non troppo vivace - Poco più presto, en re mayor

El concierto está orquestado para violín solista, dos flautas, oboes, clarinetes y fagotes, 4 trompas, 2 trompetas, timbales y cuerda.